# 유남호
유남호(柳男鎬, 1951년 9월 3일 ~ ) 은 전 KBO 리그 KIA 타이거즈의 야구 감독이다. 현재는 KBO 경기운영위원회 위원장이다.

## 생애
유남호는 당진군에서 태어나 서울에서 자랐다. 주로 투수로 활약하여 선린상업고등학교를 거쳐 연세대학교를 졸업했다. 이후 실업 롯데에서 선수 겸 코치 생활을 하다, 1982년 KBO 리그가 출범하자 해태 타이거즈의 창단 투수 코치로 부임하였다.
시즌 시작 후 얼마 지나지 않아 김동엽 감독이 해임되었지만, 조창수 감독 대행 체제와 김응용 감독 체제에서도 그는 투수코치직을 계속 유지하였으며, 1983 시즌 김응용 감독의 해태 타이거즈가 우승하는 데에 일조했다.
이후 1985년 3월 미국 유학을 떠나면서 한동안 현장을 떠났다가 같은 해 11월 22일부터 3년 계약 형식으로 청보 핀토스 (88년 태평양 돌핀스로 변경) 투수 겸 코치를 맡아 현장에 돌아왔는데 1986년 말부터 코치에만 전념했고  1988년 시즌 후 태평양(청보 포함)과의 계약이 종료되자 한동안 현장을 떠났다가  1989 시즌이 끝난 뒤 해태 타이거즈로 돌아와 2000 시즌까지 해태 타이거즈의 투수코치로 지냈으며, 김응용 감독이 시드니 올림픽 국가대표팀 준비로 잠시 자리를 떴을 때에는 김응용 감독을 대신해 몇 경기 동안 감독 대행을 맡았다. 2000 시즌이 끝난 후 김응용 감독이 삼성 라이온즈로 감독직을 옮길 때 그 역시 함께 자리를 옮겼지만 새로 구단을 운용하는 데에 김응용 감독과 의견 대립이 점차 많아지면서 2003년 6월 삼성 라이온즈에서 나와 다음 해 친정 구단 KIA 타이거즈로 돌아왔는데 1996년 하와이 항명 사건 당시 코치진-선수들 사이의 갈등에서의 중심이었던 것이 컸고 이 사건의 주동자였던 송유석 이순철 조계현 정회열 이건열이 1996년부터 1997년까지 다른 팀으로 이적하거나 쓸쓸히 은퇴했지만 김정수는 어느 정도 사건 수습을 한 터라 오랫동안 살아남았으며 이 탓인지 2000년 김응용 감독의 추천을 통해 SK 와이번스 유니폼을 입었다.
KIA 타이거즈에서 김성한 감독의 지휘 아래 그는 2군 감독과 1군 수석 코치를 수행하다가 2004년 7월에 성적 부진에 대한 책임으로 갑작스럽게 김성한 감독이 경질되자 감독 대행직을 수행하였다. 그해 10월에는 드디어 정식 감독으로 승격되었다. 그는 2005년 감독으로서 첫 시즌을 맞이했으나 최하위로 떨어졌고, 사령탑에 부임한 지 1년 만에 KIA 타이거즈의 감독직에서 물러났는데 본인에 앞서 김인식 전 두산 감독이 김성한 감독 후임 물망에 올랐지만 KIA 타이거즈가 포기하는 바람에 한화 이글스 감독을 맡았다.
그는 KBO의 전력 분석관을 맡아 해외 국가 대표팀을 분석하는 업무를 맡았으며, 이후 경기 감독관으로 재직해 오고 있으며 LG 트윈스가 이광환 전 감독을 2군 감독으로 보내서 계약 기간을 채워주려 한 선례를 본따 KIA 타이거즈가 본인(유남호)을 2군 감독으로 임명시키려 했으나  스스로 고사하며 팀을 떠났다.
한편, 해태 코치(82년 90~95년) 청보 코치(87년) 당시 등번호 34번을 착용했는데 이 등번호는 외야수가 34번을 선택하면 좌익수, 거포들의 번호로 인식된 터라 내야수가 34번을 사용하면 1루수에서 많이 쓴다.

## 참조
1. ↑  “감독 코치도「영욕」뒤바뀌고”. 동아일보. 1985년 7월 9일. 2020년 8월 19일에 확인함.
2. ↑  “柳南鎬(유남호)씨 靑寶(청보) 코치로 계약금·年俸(연봉)4,000만원”. 경향신문. 1985년 11월 23일. 2020년 8월 19일에 확인함.
3. ↑  김상수 (2004년 7월 26일). “[프로야구]기아 김성한감독 전격 경질”. 동아일보. 2020년 7월 24일에 확인함.
4. ↑  김종건 전문기자 (2014년 5월 29일). “20년 전 OB ‘집단항명’ 감독·베테랑 5명 옷 벗어”. 스포츠동아. 2022년 3월 15일에 확인함.
5. ↑  물러설 수 없는 초보 감독들의 대결 :: 네이버 뉴스
6. ↑  김양희 (2004년 10월 4일). “김인식 한화 새감독 5억8천 2년 계약”. 스포츠한국(스포츠투데이). 2020년 7월 24일에 확인함.
7. ↑  박수균 (2003년 10월 14일). “이광환 LG감독 사임 남은 계약기간 2군감독 수행”. 문화일보. 2023년 8월 31일에 확인함.
8. ↑  임일영 (2005년 7월 26일). “[프로야구 2005] 서정환 ‘잠든 호랑이’ 깨우나”. 서울신문. 2023년 8월 31일에 확인함.
9. ↑  나유리 (2016년 12월 7일). “'최형우에 34번 양보' 이홍구 "새 번호로 새 출발 합니다"”. 스포츠조선. 2024년 7월 17일에 확인함.
10. ↑  허상욱 (2022년 3월 17일). “보호장비에 '깐부' 새긴 예비역 거포 기대주, 주전경쟁 승리 위한 끊임없는 노력[창원스케치]”. 스포츠조선. 2024년 7월 17일에 확인함.